# Percy Ernst Schramm
Percy Ernst Schramm (Hamburgo, 14 de outubro de 1894 – Göttingen, 21 de novembro de 1970) foi um historiador alemão. 
Grande parte de seu trabalho se concentrou no simbolismo e ritual político medieval, particularmente na ideologia do estado medieval, incluindo as maneiras pelas quais os governantes do Sacro Império Romano na Idade Média representavam sua autoridade através de imagens e rituais, bem como a transmissão de idéias sobre o Império Romano no pensamento político e religioso medieval. Seu trabalho ainda é considerado uma contribuição fundamental para os campos da história da arte e da teoria política. Schramm também é conhecido por seus trabalhos sobre a história da cidade-estado de Hamburgo, incluindo seu trabalho monumental Nine Generations, que se concentra em sua própria família e, mais amplamente, nas principais famílias hanseáticas de Hamburgo ao longo de três séculos. Schramm também é conhecido pelos historiadores militares como diarista oficial do Alto Comando Alemão durante os anos finais da Segunda Guerra Mundial e testemunha-chave nos Julgamentos de Nuremberg. 
Schramm foi professor de História na Universidade de Göttingen de 1929 a 1963, com uma interrupção durante a guerra, quando ocupou o posto de major. 

## Infância e educação
Schramm nasceu em uma família rica e cosmopolita de Hamburgo, pertencente à classe das famílias hanseáticas. Seu pai, Max Schramm, foi advogado, senador e segundo prefeito (ou seja, vice-prefeito) de 1925 a 1928. Seu avô Ernst Schramm (1812-1882) era um grande comerciante de açúcar em Hamburgo e no Brasil. Sua mãe Olga O'Swald, neta de William Henry O'Swald, também pertencia a uma família hanseática de destaque.
O jovem Percy serviu no exército alemão durante a Primeira Guerra Mundial e passou a estudar história e história da arte em várias universidades de elite da Alemanha, incluindo Hamburgo, Munique e Heidelberg. Em 1922, ele completou seus estudos de doutorado na Universidade de Heidelberg sob o historiador medieval Karl Hampe. Ele permaneceu em Heidelberg por mais dois anos para escrever sua Habilitationsschrift sobre o tema da ideologia imperial alemã nos séculos X e XI e, em particular, sobre como os santos imperadores romanos do período medieval se apropriaram das imagens e da história do antigo Império Romano. sua própria regra. Publicado em 1929 como Kaiser, Rom und Renovatio: Estudo e Texto de História da Religião Erneuerungsgedankens vom Ende des karolingischen Reiches biz zum Investiturstreit ("Imperador, Roma e Renovação : Estudos e Textos sobre a História das Ideologias Romanas da Renovação do Fim da Renovação") Império Carolingiano à controvérsia da investidura "), a tese de Schramm foi uma peça de referência de uma bolsa de estudos interdisciplinar altamente original que transformou a maneira como os historiadores medievais abordavam o assunto da ideologia política. Ele demonstrou que a história da arte, um campo de estudo que na época cabia principalmente a estudiosos de diletantes e cavalheiros, merecia um lugar em sérias investigações acadêmicas ao lado de história e filologia. O trabalho de Schramm também enfatizou a centralidade dos símbolos e do ritual na articulação e definição de ideologias políticas. 
Num ritual de passagem exigido para a maioria dos medievalistas alemães na época, Schramm trabalhou por dois anos na Monumenta Germaniae Historica antes de receber um cargo de professor. Em 1929, ele foi premiado com uma cadeira de história na Universidade de Göttingen, uma das universidades de maior prestígio da Alemanha. Seus alunos em Göttingen incluíram Berent Schwineköper; o professor americano de história alemã, Donald Detwiler; e o medievalista húngaro János Bak. Schramm permaneceu lá até sua aposentadoria em 1963. 
Na primavera de 1932, Schramm falou publicamente em Thalburg, em nome da reeleição de Paul von Hindenburg, que estava concorrendo contra Adolf Hitler para a Presidência da República de Weimar. Falando inglês fluentemente, Schramm recebeu um convite para ensinar na Universidade de Princeton durante o ano acadêmico de 1933; ele voltou a Göttingen no mesmo ano, depois que Hindenburg nomeou Hitler como chanceler da Alemanha.

## Segunda Guerra Mundial
Durante a Segunda Guerra Mundial, Schramm se ofereceu novamente para o serviço na Wehrmacht e, dada a posição de major, serviu em vários cargos até que foi selecionado como historiador oficial, ou diarista, para o Pessoal Operacional do Alto Comando Alemão (Wehrmachtführungsstab), substituindo Helmuth Greiner, cuja remoção foi orquestrada por Martin Bormann, chefe da chancelaria do Partido Nazista. Os deveres de Schramm envolviam manter registros detalhados sobre as atividades e decisões do dia-a-dia do Estado-Maior, que incluíam os principais comandantes militares de campo do exército alemão. Isso permitiu a Schramm acesso sem precedentes aos mais altos escalões das forças armadas alemãs e seu funcionamento interno. 
Em 1944, a cunhada de Schramm foi executada por causa de sua oposição ativa ao regime nazista, e as acusações contra o próprio Schramm, duvidando de sua confiabilidade, ficaram conhecidas pela sede de Hitler. No entanto, estes foram ignorados pelo general Alfred Jodl, superior de Schramm, e o historiador foi capaz de continuar em seu papel de diarista de guerra.
Por causa de seu conhecimento do Alto Comando, Schramm foi chamado como testemunha chave nos Julgamentos de Nuremberg após a guerra, onde testemunhou em nome de Jodl. Schramm sustentava que Jodl, enquanto soldado leal, não era um nazista ideológico e não participava de nenhum crime de guerra. No entanto, Jodl foi condenado e enforcado em 1946.
Nos anos seguintes à guerra, Schramm escreveu vários livros sobre a história das forças armadas alemãs, além de relatos aprofundados dos desesperados últimos dias do Terceiro Reich, vistos de dentro do comando militar. O trabalho de Schramm nesse campo, particularmente sua edição em vários volumes dos diários oficiais do Alto Comando, ainda é muito valorizado pelos historiadores militares. Schramm foi capaz, junto com três de seus ex-alunos, e depois dos próprios professores, de reunir o diário a partir de cópias que ele salvou, desafiando as ordens terrenas arrasadas de Hitler, combinadas com cópias de diários de anos anteriores que haviam sido salvo por Greiner, seu antecessor como diarista de guerra.
Em 1962, Schramm publicou, com alguma controvérsia, um estudo de Adolf Hitler como comandante militar (Hitler als militärischer Führer). Schramm foi capaz de observar Hitler durante o exercício de suas funções e contrastou o patriotismo e o profissionalismo dos generais com os quais serviu, com a irracionalidade de Hitler e a crescente paranóia à medida que a guerra piorava. 
Schramm também publicou, em 1963, uma introdução ao Hitlers Tischgespräche (Mesa de Discussão de Hitler), de Henry Picker, intitulado "A Anatomia de um Ditador", que foi publicado posteriormente em inglês, juntamente com o ensaio anterior sobre Hitler como líder militar como Hitler: The Man and the Military Leader
Quaisquer que fossem os méritos de seu outro trabalho, o ensaio sobre a personalidade de Hitler provocou algumas críticas na imprensa alemã da época, onde Schramm foi acusado de ser um apologista do nacional-socialismo. Em uma série de palestras, um ano depois, na Universidade de Munique, durante o verão de 1964, o filósofo político e filósofo da história Eric Voegelin rejeitou essas acusações; as palestras foram posteriormente traduzidas e publicadas sob o título de Hitler e os alemães. Voegelin argumentou longamente, com base em uma leitura atenta do texto de Schramm e comparando-o desfavoravelmente com a análise de Alan Bullock, que Schramm não deu uma ideia do "problema de Hitler" e que, de qualquer forma, isso era um "álibi" para o problema real. O problema real, afirmou Voegelin, baseando-se nos pensadores clássicos de Platão a Schelling, bem como em escritores alemães contemporâneos como Carl Amery Capitulation: The Lesson of Catholic Catholicism e Robert Musil On Stupidity) foi a maneira que a moral burguesa alemã de Anstand muitos, mas não todos, da população alemã espiritualmente cega e efetivamente estúpida, um estado de coisas que foi permitido persistir até os dias atuais. O próprio Schramm, argumentou Voegelin com bastante cuidado, era, no mesmo sentido, estúpido. 

## Carreira pós-guerra
Por ter sido membro do Partido Nazista e ter servido em uma posição relativamente alta no exército durante a guerra, Schramm foi removido de seu posto na universidade. Como a desnazificação declinou no final da década de 1940, ele foi reabilitado e retornou ao seu cargo de professor em Göttingen. Entre 1954 e 1956, ele produziu o que foi talvez o seu segundo trabalho mais significativo, depois de Kaiser Rom und Renovatio, intitulado Herrschaftszeichen und Staatssymbolik (Sinais de autoridade e simbolismo do Estado). Herrschaftszeichen foi uma pesquisa importante da arte representativa dos governantes medievais ou símbolos de seu poder, incluindo suas vestimentas, selos, cunhagem de moedas, armamentos, roupas e outros objetos. Esses objetos e sua história foram catalogados em mais detalhes em um livro de autoria de Schramm, juntamente com o eminente historiador da arte Florentine Mütherich, Denkmale der deutschen Könige und Kaiser ("Monumentos dos reis e imperadores alemães", 1962). 
O legado duradouro do trabalho de Schramm nestes e em muitos outros estudos e artigos foi demonstrar a importância de símbolos, cerimônia litúrgica, gestos e imagens como fontes críticas para a história política. Juntamente com seus contemporâneos, Ernst H. Kantorowicz e Carl Erdmann, Schramm introduziu um importante elemento da história cultural em um campo que (especialmente na Alemanha) tendia a se concentrar principalmente nas instituições e em seus textos. 
Em 1958, Schramm foi incluído na Ordem Pour le Mérite, um prêmio que reconheceu suas contribuições para as artes e ciências na Alemanha. Em 1964, um Festschrift dedicado a Schramm foi publicado.

## Obras selecionadas
- 1928. Die zeitgenössischen Bildnisse Karls des Grossen. Leipzig.
- 1928. Die Deutsch Kaiser und Könige in Bildern ihrer Zeit, 751-1190. Berlim.
- 1930. Kaiser, Rom und Renovatio. Leipzig.
- 1937. Geschichte des englischen Königtums im Lichte der Krönung. Weimar. Traduzido para o inglês como:
- 1937. História da coroação inglesa, tr. Leopold G. Wickham Legg. Oxford.
- 1939. Der König von Frankreich: das Wesen der Monarchie vom 9. zum 16. Jahrhundert. Darmstadt.
- 1949. Kaufleute zu Haus und über See. Hamburgische Zeugnisse des 17., 18. e 19. Jahrhunderts. Hamburgo, Hoffmann e Campe.
- 1954-1978. Com outros. Herrschaftszeichen und Staatssymbolik: Beiträge zu ihrer Geschichte vom dritten bis zum sechzehnten Jahrhundert. Stuttgart.
- 1962. Hitler als militärischer Führer. Erkenntnisse und Erfahrungen aus dem Kriegstagebuch des Oberkommandos der Wehrmacht. Frankfurt am Main / Bonn.
- 1962-1978. Com Florentine Mütherich. Denkmale der Deutschen Könige und Kaiser: um Beitrag zur Herrschergeschichte. Munique.
- 1963/4. Neun Generationen: Dreihundert Jahre deutscher "Kulturgeschichte" em Lichte der Schicksale einer Hamburger Bürgerfamilie (1648–1948). Göttingen. Dois volumes, 1148 páginas.
- 1968-71. Kaiser, Könige und Päpste: Gesammelte Aufsätze zur Geschichte des Mittelalters. 4 vols. em 5. Stuttgart.

## Decorações e prêmios
- 1958: Despeje le Mérite para Artes e Ciências, Chanceler da Ordem de 1963 até sua morte
- Decoração de honra austríaca para ciência e arte
- 1964: Medalha Lappenberg da Association of Hamburg History - por seus serviços à Hamburg-Research
- 1965: Membro correspondente da Academia de Ciências da Baviera